# Godzilla x Mothra x Mechagodzilla: Tokyo S.O.S.
Godzilla × Mothra × Mechagodzilla: Tokyo S.O.S. (ゴジラ×モスラ×メカゴジラ 東京SOS Gojira x Mosura x Mekagojira Tōkyō Esu Ō Esu?, también conocida como Godzilla: Tokyo S.O.S.) es una película japonesa de ciencia ficción, tokusatsu y kaiju de 2003 producida y distribuida por Toho. Es la 28ª película de la franquicia Godzilla, la 27ª película de Godzilla producida por Tōhō y la quinta película de la serie Millennium. La película fue dirigida por Masaaki Tezuka, escrita por Tezuka y Masahiro Yokotani, y protagonizada por Noboru Kaneko, Miho Yoshioka, Mitsuki Koga, Masami Nagasawa, Chihiro Otsuka, Kou Takasugi, Hiroshi Koizumi y Akira Nakao. Es una secuela directa de Godzilla × Mechagodzilla (haciendo de las dos películas las únicas en la serie Millennium en compartir la misma continuidad). Al igual que su predecesor, la película tiene continuidad con películas pasadas como Mothra y Godzilla.

## Sinopsis
Anteriormente, se había conseguido derrotar a un nuevo Godzilla gracias a un gigantesco robot muy similar al monstruo: el Mechagodzilla o Kiryu, que ahora está en proceso de reparación. Mientras tanto, las diminutas gemelas de la Isla Infante proporcionan al doctor Chujo una información de vital importancia: Kiryu ha sido construido con los huesos del Godzilla original, y el espíritu del monstruo no descansará hasta que sus restos regresen al mar. Chujo se pone en contacto con el Gobierno para que destruyan el proyecto Kiryu, porque Mothra, en cuanto reaparezca Godzilla, defenderá de nuevo el Japón, pero ministros y militares desoyen la advertencia. Y el gigante verde vuelve a aparecer en Tokio, desatando una oleada de destrucción. Pronto tendrá lugar el enfrentamiento entre Godzilla y Mothra, que cuenta con la ayuda del robot gigante, aunque no está totalmente reparado. 

## Reparto
- Noboru Kaneko como Yoshito Chujo.
- Miho Yoshioka como Lugarteniente de JXSDF Azusa Kisaragi.
- Mitsuki Koga como Operador de Kiryu Kyosuke Akiba.
- Masami Nagasawa y Chihiro Ōtsuka como las Shobijin.
- Hiroshi Koizumi como Dr. Shinichi Chujo.
- Yumiko Shaku como Primer Lugarteniente de JXSDF Akane Yashiro.
- Koh Takasugi como Coronel de JXSDF Togashi.
- Kenta Suga como Shun Chujo.
- Akira Nakao como Primer Ministro Hayato Igarashi.
- Koichi Ueda como General Dobashi.
- Naomasa Rokudaira como Goro Kanno.
- Yūsuke Tomoi como Susumu Hayama a.k.a. Lugarteniente Hayama.
- Tsutomu Kitagawa como Godzilla.
- Motokuni Nakagawa como Kiryu.

## Producción

### Guion
Toho había encargado cuatro borradores de historia para que el director Tezuka eligiera. Tezuka los encontró a todos aburridos, así que en vez de eso, escribió un nuevo bosquejo de la historia durante la noche y lo envió al estudio, que finalmente lo aprobaron.

## Estreno
Godzilla × Mothra × Mechagodzilla: Tokyo S.O.S. se estreno el 14 de diciembre de 2003. 

## Recepción
Godzilla × Mothra × Mechagodzilla: Tokyo S.O.S. recibió reseñas generalmente positivas de la audiencia. En el sitio web Rotten Tomatoes, la película posee una aprobación de parte de la audiencia de 72%, basada en 7444 votos, con una calificación de 3.5/5.
En el sitio IMDb los usuarios le asignaron una calificación de 6.6/10, sobre la base de 3071 votos. En la página web FilmAffinity la cinta tiene una calificación de 5.6/10, basada en 63 votos.
Godzilla: Tokyo S.O.S. ha recibido críticas generalmente positivas de los críticos periodísticos tras su lanzamiento en DVD. John Sinnott de DVD Talk le dio a Tokyo S.O.S. cuatro estrellas de cinco, diciendo:

Hay algunos problemas con esta película, pero cuando todo está dicho y hecho, realmente la disfruté... Si bien esta película parece estar dirigida a una audiencia más joven sin mucha trama o caracterización, aun así fue muy divertida. Las escenas de lucha eran emocionantes y, aunque ocupaban la mayor parte de la película, nunca se alargaban ni se volvían aburridas.

Dando a la película una puntuación de tres sobre cinco, Stomp Tokyo dijo que "la trama es bastante simplista y las relaciones de los personajes están pintadas a grandes rasgos", pero agregó que la película "[presenta] la mejor acción de monstruos que Toho ha tenido". producido". Joseph Savitski de Beyond Hollywood criticó el "guion sin inspiración" de la película, que él escribió, tenía "ideas [que] nunca se desarrollan por completo", pero agregó que la película está "bien hecha" y "hace entretenidos 91 minutos". Mark Zimmer de Digitally Obsessed le dio a "Tokyo S.O.S." una calificación de "B" , llamándola "una película de acción lo suficientemente divertida con suficientes explosiones y destrucción de Tokio para satisfacer por igual a fanáticos acérrimos y casuales".